# Microterys anneckei
Microterys anneckei är en stekelart som beskrevs av Prinsloo 1975. Microterys anneckei ingår i släktet Microterys och familjen sköldlussteklar. Inga underarter finns listade i Catalogue of Life.